# La Verpillière
La Verpillière is een gemeente in het Franse departement Isère (regio Auvergne-Rhône-Alpes). De plaats maakt deel uit van het arrondissement La Tour-du-Pin. La Verpillière telde op 1 januari 2022 7.643 inwoners. 

## Geografie
De oppervlakte van La Verpillière bedroeg op 1 januari 2022 6,64 vierkante kilometer; de bevolkingsdichtheid was toen 1.151,1 inwoners per km².

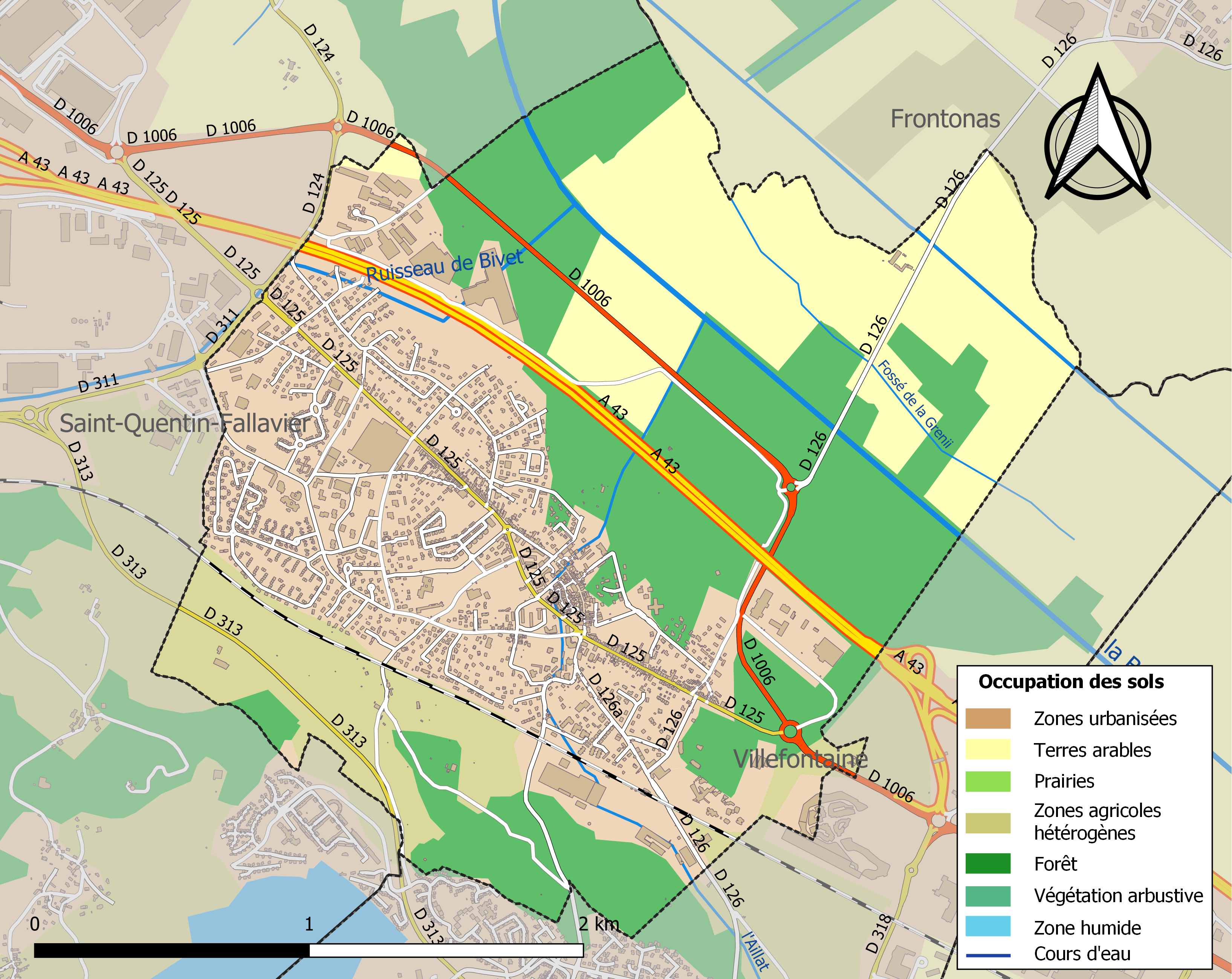
Kaart van de gemeente met de belangrijkste infrastructuur, bodemgebruik en omliggende gemeenten

## Verkeer en vervoer
In de gemeente ligt spoorwegstation La Verpillière.

## Demografie
Onderstaande figuur toont het verloop van het inwonertal (bron: INSEE-tellingen).